# Simão Mate Junior
Simão Mate Junior (Isla de la Inhaca, Mozambique, 23 de junio de 1988) es un futbolista mozambiqueño que juega de centrocampista y se encuentra sin equipo tras abandonar el Vegalta Sendai de Japón.

## Trayectoria
Simão Junior actúa de centrocampista defensivo, aunque a veces es usado como defensa. Empezó su carrera profesional en 2003 en el Clube Ferroviário de Maputo, con el que se proclamó campeón de la Copa de Mozambique al año siguiente. En 2005 conquista el título de Liga. En la temporada siguiente el equipo se queda a las puertas de conseguir otro título liguero al acabar segundo en la clasificación. 
En 2007 se marcha a Grecia para jugar con el Panathinaikos, equipo que tuvo que pagar 48 000 euros para poder ficharlo. En su primera temporada disfrutó de muchas oportunidades, jugando 27 partidos. Al año siguiente Simão se estrena como goleador en competicones europeas, fue en la Liga de Campeones de la UEFA, cuando marcó un gol al Sparta de Praga.
Tras cinco campañas en el Panathinaikos rindiendo a un nivel que fue de más a menos, en verano de 2012 ficha por el Shandong Luneng de la Super Liga China. Tras no adaptarse al nuevo país, en marzo de 2013, ficha por el Levante U. D. de la Primera División Española.

## Clubes
| Club                        | País       | Año       |
| --------------------------- | ---------- | --------- |
| Clube Ferroviário de Maputo | Mozambique | 2003-2007 |
| Panathinaikos               | Grecia     | 2007-2012 |
| Shandong Luneng             | China      | 2012-2013 |
| Levante U. D.               | España     | 2013-2016 |
| Al-Ahli S. C.               | Catar      | 2017-2018 |
| Vegalta Sendai              | Japón      | 2019-2021 |

## Estadísticas
| Club performance | Club performance | Club performance    | Liga     | Liga   | Copa           | Copa           | Continental | Continental | Total    | Total |
| Temporada        | Club             | Liga                | Partidos | Goles  | Partidos       | Goles          | Partidos    | Goles       | Partidos | Goles |
| Grecia           | Grecia           | Grecia              | Liga     | Liga   | Copa de Grecia | Copa de Grecia | Europa      | Europa      | Total    | Total |
| ---------------- | ---------------- | ------------------- | -------- | ------ | -------------- | -------------- | ----------- | ----------- | -------- | ----- |
| 2007–08          | Panathinaikos    | Superliga de Grecia | 16       | 0      | –              | –              | –           | –           | 16       | 0     |
| 2008–09          | Panathinaikos    | Superliga de Grecia | 29       | 0      | –              | –              | 11          | 1           | 40       | 1     |
| 2009–10          | Panathinaikos    | Superliga de Grecia | 18       | 0      | 2              | 0              | 12          | 0           | 32       | 0     |
| 2010–11          | Panathinaikos    | Superliga de Grecia | 21       | 0      | 2              | 0              | 5           | 0           | 28       | 0     |
| 2011–12          | Panathinaikos    | Superliga de Grecia | 28       | 1      | 2              | 0              | 3           | 0           | 33       | 1     |
| China            | China            | China               | League   | League | Copa de China  | Copa de China  | Asia        | Asia        | Total    | Total |
| 2012             | Shandong Luneng  | Superliga de China  | 17       | 1      | 2              | 1              | –           | –           | 19       | 2     |
| España           | España           | España              | League   | League | Copa del Rey   | Copa del Rey   | Europa      | Europa      | Total    | Total |
| 2012–13          | Levante          | Liga BBVA           | 4        | 0      |                |                | –           | –           | 4        | 0     |
| 2013–14          | Levante          | Liga BBVA           | 31       | 1      | 2              | 1              | –           | –           | 33       | 2     |
| 2014–15          | Levante          | Liga BBVA           | 27       | 1      | 2              | 0              | –           | –           | 29       | 1     |
| 2015–16          | Levante          | Liga BBVA           | 22       | 1      | 0              | 0              | –           | –           | 22       | 1     |
| Total carrera    | Total carrera    | Total carrera       | 213      | 5      | 12             | 2              | 31          | 1           | 256      | 8     |

## Palmarés

### Títulos nacionales
| Título              | Club                        | País       | Año  |
| ------------------- | --------------------------- | ---------- | ---- |
| Copa de Mozambique  | Clube Ferroviário de Maputo | Mozambique | 2004 |
| Liga de Mozambique  | Clube Ferroviário de Maputo | Mozambique | 2005 |
| Superliga de Grecia | Panathinaikos               | Grecia     | 2010 |
| Copa de Grecia      | Panathinaikos               | Grecia     | 2010 |